# 해변으로 가다
《해변으로 가다》(영어: Bloody Beach)는 2000년 8월 12일에 개봉한 대한민국의 영화이다.

## 출연진
- 김현정 - 남경 역
- 재희 - 원일 역
- 김규리 - 도연 역 (우정출연)
- 이정진 - 상태 역
- 박정은 - 유나 역
- 양동근 - 재승 역
- 이세은 - 영우 역
- 서범석 - 오토바이 청년 역
- 정상혁 - 경찰관 역
- 이은주 - PC통신하는 여자 역 (우정출연)
- 정희빈 ㅡ 에로배우 역

## 제작진
- 원작 - 구본한
- 감독 - 김인수
- 각본 - 심혜원, 손광수, 백승재, 노진수, 박미영
- 프로듀서 - 박민희
- 기획 - 서지영
- 촬영 - 김윤수
- 조명 - 김동호
- 편집 - 김상범
- 음악 - 조영욱
- 미술 - 이대훈
- 세트 - 오상만
- 소품 - 정상혁
- 의상 - 이승현
- 분장 - 김선진
- 특수분장 - 신재호, 박재현, 박선, 오상훈
- 동시녹음 - 강봉성
- 사운드(음향) - 김석원
- 특수효과 - 정도안 (Demolition)
- 시각효과 - 서석균 (APEX)
- 조감독 - 임우석
- 제작사 - (주)쿠앤필름
- 배급사 - (주)시네마서비스